# 剑桥大学抹大拉学院
剑桥大学抹大拉学院（英語：Magdalene College, University of Cambridge，/ˈmɔːdlɪn/ MAWD-lin），又譯剑桥大学抹大拉学院。
剑桥大学抹大拉学院前身為始建於1428年的圣本笃宿舍（Benedictine hostel），其後被冠之以白金瀚学院（Buckingham College）的名称，直至1542年学院以“圣抹大拉馬利亚学院”为名正式成为剑桥大学的成员学院。莫德林学院坐落於康河岸边，以其传统的砖式建筑风格著称。
抹大拉学院最著名的校友是塞缪尔·皮普斯，一位十七世纪的史学家。他因记载了伦敦大火的前后景象而闻名。皮普斯逝世后，他的论文和书籍都被移动到了坐落于抹大拉学院内的皮普斯图书馆中。
抹大拉学院的“传统性”除了使其成为如今所有剑桥学院中唯一一个拥有烛光晚宴的学院之外，还使其成为了牛剑所有学院中最后一个开放面向女性的招生的学院（1988年，比牛津最晚的奥里尔学院还晚了两年）。
抹大拉学院如今共有约300个本科生，仍是全剑桥最小的学院之一。学院的学术表现在剑桥所有学院中名列前茅，平均在汤普金斯排行榜上排名第九，且更实在2015年夺得了第二的位置。

## 学院传统

### 学院名称
抹大拉学院的官方名称是"圣抹大拉马利亚学院", 其中"Magdalene" 发音就是"Maudlyn"。这个名字在1542年托马斯·奥德里重建学院时选定，以纪念抹大拉的马利亚（奥德里也是莫德林学院如今的格言"守护子之信念Garde Ta Foy"之创始人。不过在早期的文献中，学院的名称就根据发音体现为"莫德林Maudleyn"而不是抹大拉，因为这一名称的拼写能够包含托马斯自己的姓氏"Audley"。现在，抹大拉"Magdalene"的英语发音早已改变，然而学院的名称仍然按照传统读作莫德林学院。
19世纪英国邮政事业发展，学院的拼写修整为“Magdalene”。最后的那个 "e" 正是为避免与牛津大学莫德林学院混淆而加入的后缀。

### 学院的祈祷文
拉丁语全文如下：
Benedic Domine nobis et donis tuis quae de tua largitate sumus sumpturi, et concede ut illis salubriter nutriti tibi debitum obsequium praestare valeamus, per Jesum Christum Dominum et Servatorem Nostrum, Amen.